# Florian Daxböck
Florian Daxböck (* 31. August 2002 in Lilienfeld) ist ein österreichischer Fußballspieler.

## Karriere
Daxböck begann seine Karriere bei der SU St. Veit/Gölsen. Zur Saison 2016/17 kam er in die Jugend des SV Horn. Im Juni 2018 debütierte er für die zweite Mannschaft der Horner in der sechsthöchsten Spielklasse. Zur Saison 2018/19 rückte er fest in den Kader der Horner Amateure, mit denen er zu Saisonende allerdings in die siebtklassige 1. Klasse absteigen musste.
Im November 2019 stand er gegen den FC Wacker Innsbruck erstmals im Kader der Profis der Niederösterreicher. Sein Debüt in der 2. Liga gab er im Juni 2020, als er am 21. Spieltag der Saison 2019/20 gegen den SK Vorwärts Steyr in der 82. Minute für Mario Stefel eingewechselt wurde.
Zur Saison 2020/21 wechselt er zum viertklassigen USC Rohrbach/Gölsen.